# Les Échelles
Les Échelles (früher italienisch Le Scale) ist eine französische Gemeinde mit 1.270 Einwohnern (Stand: 1. Januar 2022) im Département Savoie in der Region Auvergne-Rhône-Alpes. Sie gehört zum Kanton Le Pont-de-Beauvoisin (bis 2015: Kanton Les Échelles) im Arrondissement Chambéry und ist Mitglied im Gemeindeverband Cœur de Chartreuse.

## Geographie
Les Échelles liegt am Westrand des Départements auf etwa 380 m, etwa 19 Kilometer südwestlich der Präfektur Chambéry und etwa 27 Kilometer nördlich der Stadt Grenoble (Luftlinie). Der Guiers begrenzt die Gemeinde im Süden und Westen. Nachbargemeinden von Les Échelles sind Saint-Franc im Norden und Nordwesten, Saint-Pierre-de-Genebroz im Norden, Saint-Christophe im Osten, Saint-Christophe-sur-Guiers im Südosten, Entre-deux-Guiers im Süden sowie Miribel-les-Échelles im Westen.

## Bevölkerungsentwicklung
| Jahr                       | 1962 | 1968 | 1975 | 1982 | 1990 | 1999 | 2006 | 2013 |
| Einwohner                  | 1238 | 1244 | 1197 | 1145 | 1246 | 1248 | 1234 | 1186 |
| Quellen: Cassini und INSEE |      |      |      |      |      |      |      |      |

## Sehenswürdigkeiten
- Reste der früheren Burg am Hügel von Le Menuet
- Rathaus, frühere Kommanderie des Johanniter- bzw. Malteserordens aus dem 12. Jahrhundert, Monument historique
- Verkündigungskirche (Église de l’Annonciation) aus dem 19. Jahrhundert

## Persönlichkeiten
- Beatrix von Savoyen (um 1200–1265), Adlige aus dem Königreich Arelat, auf Burg Le Menuet verstorben

## Weblinks

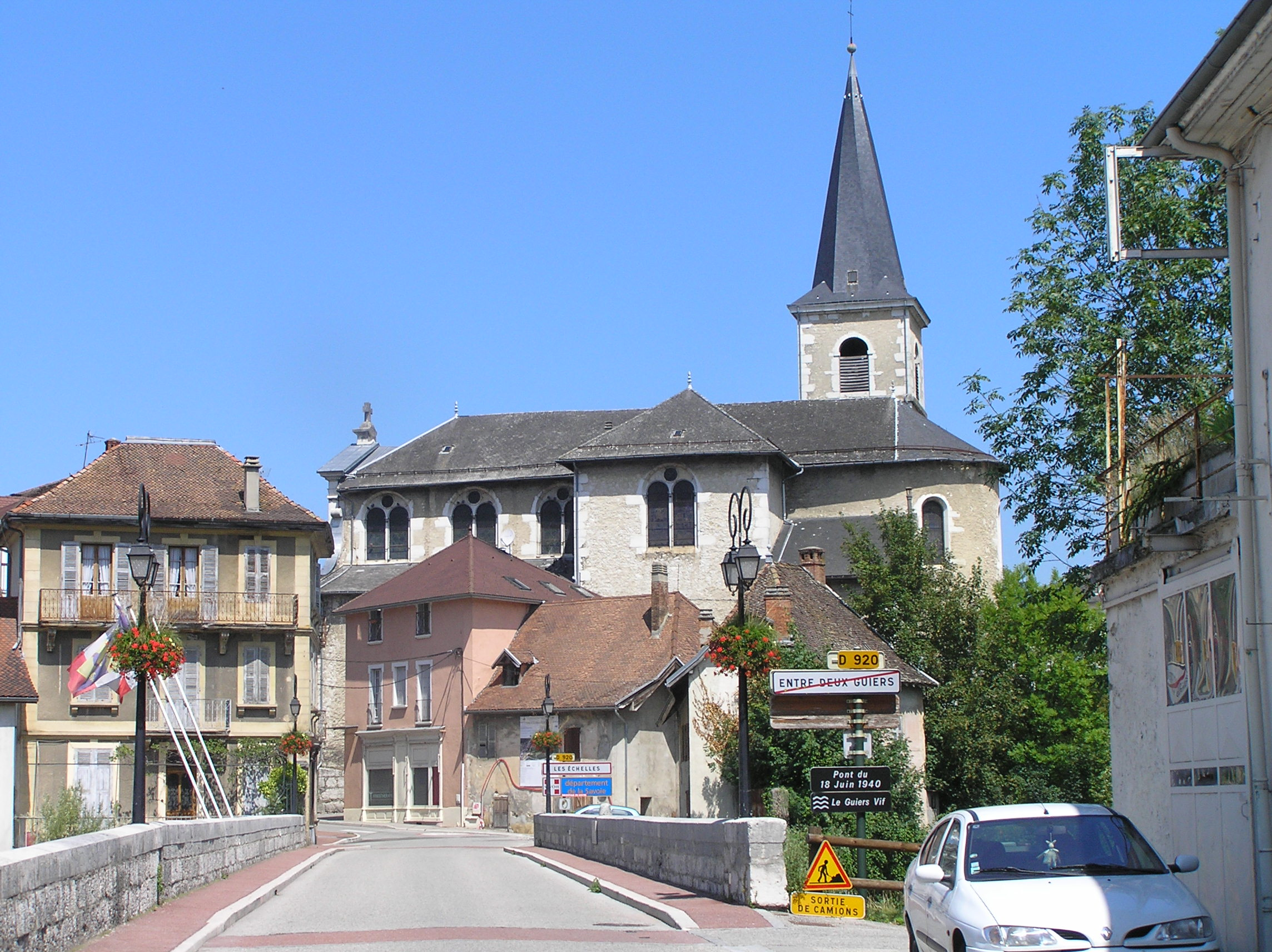
Ortseingang mit der Verkündigungskirche